# 所羅門斯 (馬里蘭州)
所羅門斯（英語：Solomons）是位於美國馬里蘭州卡爾弗特縣的一個普查規定居民點。

## 人口
根據2020年美國人口普查的數據，所羅門斯的面積為6.05平方千米，當中陸地面積為5.16平方千米，而水域面積為0.89平方千米。當地共有人口2650人，而人口密度為每平方千米438.02人。